# Paracytheridea trilobites
Paracytheridea trilobites is een mosselkreeftjessoort uit de familie van de Paracytherideidae. De wetenschappelijke naam van de soort is voor het eerst geldig gepubliceerd in 1890 door Brady.